# Alamo Placita

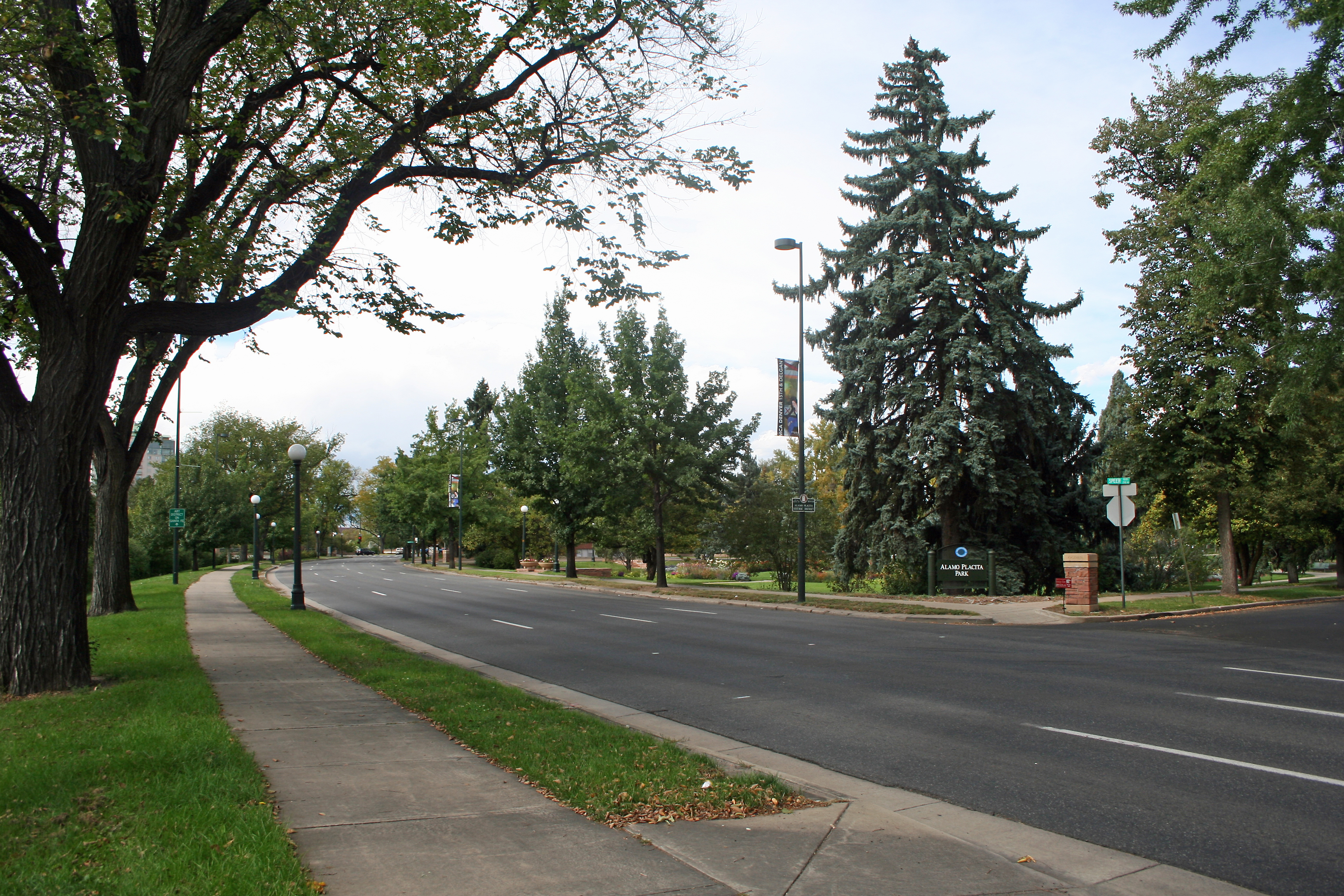
Entrée du parc Alamo Placita qui donne son nom au quartier.

L'Alamo Placita est un quartier de Denver dans le Colorado, également connu sous le nom d'Alamo Placita Park. Les limites du quartier sont dessinées par les rues Downing Street (Est), Speer Boulevard (Sud), Pennsylvania Street (Ouest), 6th Avenue (Nord) et 7th Avenue (nord).

## Histoire
Le lieu s'est développée à partir de 1889 et est essentiellement constitué de maisons unifamiliales construites dans différents styles architecturaux: Queen Anne (1889-1908), Foursquare (1891-1916), Cottage (1900-1912), Arts & Crafts (1904-1929), Dutch Colonial Revival (1892-1905), Mission Revival (1922-1932), et Tudor (1930-1936).
Le parc Alamo Placita Park fut dessiné par l'architecte paysagiste Saco Rienk DeBoer et fut classé sur le registre national américain des lieux historiques en 1986. Le quartier possède un journal local dénommé The Cherry Creek News.
En 2000, le Alamo Placita Historic District fut créé en reconnaissance de sa richesse architecturale et pour son importance dans l'histoire de la ville de Denver.